# Самурайская история (фильм)
«Самурайская история» (яп. SF サムライ・フィクション Эсу эфу самурай фикусён, англ. Samurai Fiction), в некоторых вариантах англ. SF: Episode One) — японская драма, приключенческий боевик-комедия с элементами мелодрамы. Вышел на экран 1 августа 1998 года. Первый полнометражный художественный фильм режиссёра Хироюки Накано, который раньше выступал преимущественно как режиссёр музыкальных клипов для MTV Японии, пары короткометражных документальных фильмов и одного телесериала. Как сообщается на официальном сайте Хироюки Накано, этот фильм — «первый в мире рок-н-ролльный фильм в стиле Cool funky».

## Сюжет
Фильм должен был бы называться Последний Самурай, но это название было уже занято. Действие фильма разворачивается в древней Японии в 1600-х годах, во времена сёгуната Токугава. В это мирное время, множество ронинов (самураев, оставшихся без работы и не имеющих хозяина), не могли переквалифицироваться и найти себе мирную профессию. Поэтому они болтались по всей стране, примыкая то к одному, то к другому клану, иногда зарабатывая деньги на смертельных соревнованиях самураев, иногда грабежом. Нам показывают философские колебания одного из подобных самураев, который свято чтил кодекс чести самураев и не мог спокойно наблюдать, во что превратились самураи и Япония в мирное время застоя.
Главный положительный герой Ранносукэ Кадзамацури (Томоясу Хотэй), пытающийся найти себе достойную работу при каком-нибудь клане, случайно убивает одного из чересчур ревностных хранителей меча (реликвии клана), считающего, что Кадзамацури примкнул к ним, чтобы украсть меч. Этот меч 80 лет назад был вручён главе рода самим сёгуном Токугавой. Кадзамацури покидает клан вместе с мечом, считая, что клан недостоин иметь этот меч. Он чувствует, что смысл его жизни может быть в том, чтобы его убили из-за этого меча, но он не видит в клане достойных противников и отправляется на поиски приключений, совершенно не опасаясь мести самураев клана, так как знает их возможности. Хэйсиро Инукаи (Мицуру Фукикоси),глупый и истеричный сын советника клана, (на его примере нам показывают, во что выродился клан в частности и самураи вообще) вместе с двумя, такими же, друзьями, против воли отца отправляется в погоню за Кадзамацури, чтобы вернуть меч. Отец отправляет вслед за ними двух лучших ниндзя клана, чтобы сохранить наследника.
Кадзамацури презрительно мочится, стоя спиной к преследователям и легко убивает одного из друзей Хэйсиро и ранит его самого, но не добивает, так как считает его глупым ребенком. Хейсиро попадает в семью старого самурая Хамбэя Мидзогути, где его несколько дней выхаживает юная дочь Мидзогути — Кохару. Старый самурай пытается отговорить Хэйсиро от дальнейшего преследования, но ему удаётся лишь убедить сына советника не сражаться с Кадзамацури на мечах, а бросать в него камни.
Между тем Кадзамацури останавливается в игорном заведении гейши Окацу - предводительницы банды. Увидев опытного и сильного воина, Окацу старается склонить его вступить в её банду и помочь ей захватить власть в районе. Через некоторое время Окацу понимает, что Кадзамацури не торопится ей помочь, и решает отравить его. Кадзамацури замечает это и убивает Окацу и всех её головорезов.
Периодически мы видим, как Кадзамацури размышляет и переживает при полной луне. Также он произносит горькие фразы: "До чего же дошло!" и "Как могло так получиться?!" Из десятка персонажей фильма, он почти единственный самурай, истинный носитель древней японской культуры и кодекса чести самураев, кто может спокойно и красиво двигаться, говорить, молчать, любоваться природой, совершать справедливые поступки. Кроме него, высокой культурой, красивой речью и поведением наделены Мидзогути и Кохару. Остальные японцы в фильме разговаривают очень грубо и ведут себя некрасиво. Древняя культура Японии утеряна.
Он не видит смысла жить и хочет погибнуть от руки только очень опытного самурая. Он узнаёт, что старик Хамбэй — очень хороший фехтовальщик и вызывает его на поединок. Выясняется, что Кохару — не родная дочь старика: Хамбэй удочерил её, убив отца Кохару. С тех пор Хамбэй ни разу не вступал в сражение и отказал также и Кадзамацури.
Кадзамацури похищает Кохару, чтобы вызвать Хамбея на поединок. Хэйсиро и Хамбэй отправляются спасать Кохару. Хамбэй сражается с Кадзамацури на утёсе. Кадзамацури доволен, что его мечта сбылась и он смог сразиться с таким опытным самураем. Он моложе и мог бы убить Хамбея, но не убивает его, так как больше не осталось истинных самураев, достойных и способных убить его самого. Поэтому он, удовлетворённый поединком и чтобы Хамбей "не потерял лицо", бросается с утёса в опасную речку. Его тело так и не находят, однако на дне реки, в том месте, где упал Кадзамацури, обнаруживается похищенный меч. Заботливый Кадзамацури указал на это место также и ножнами меча, чтобы его легко нашёл дурачок Хейсиро. Реликвия возвращается к законным владельцам. Тем не менее, Хэйсиро, как непригодный к самурайской службе, становится чиновником и женится на Кохару. От его лица ведется рассказ в начале и в конце фильма. Эпоха самураев закончилась.

## В ролях
- Хамбэй Мидзогути (положительный герой, оставивший службу самурай) — Морио Кадзама
- Хэйсиро Инукай (наследник советника клана) — Мицуру Фукикоси
- Ранносукэ Кадзамацури (главный положительный герой, бывший самурай, укравший меч) — Томоясу Хотэй[1]
- Кохару Мидзогути (приёмная дочь Мидзогути Хамбэя) — Тамаки Огава[1]
- Окацу (предводительница банды головорезов) — Мари Нацуки
- Кандзэн Инукай (старший советник клана Нагасима)- Такэтоси Найто
- Кагемару (старый ниндзя, глава ниндзя клана, правая рука советника Инукая)- Кэй Тани
- Рюносукэ Кудзуми (настоящий отец Кохару) — Фумия Фудзи
- Синтаро Судзуки (друг Хэйсиро Инукая) — Наоюки Фудзи
- Тадасукэ Куросава (друг Хэйсиро Инукая) — Кэн Осава
- Госукэ — Хироси Камбэ
- Сокол (Хаябуса — молодой ниндзя, отправленный кланом вслед за мечом и Хэйсиро) — Рёити Юки
- Красная тень (Ака Кадзи — девушка-ниндзя, отправленная кланом вслед за мечом и Хэйсиро) — Акико Моно
- Сакиёносукэ Кадзии — Таро Maрусэ
- Самэдзима (злой ронин) — Юдзи Накамура
- уцелевший самурай — И Китаро
- Дэмбэй Кимура — Рамо Накадзима
- Мурото — Рё Ивамацу
- Яги — Сёго Судзуки
- плохой ронин Дзюдзо Араки — Пьер Таки
- Онимацу — Ютака Тадокоро
- Кума-сан — Ютароки Миякойя
- мошенник Баба — Ёсияки Умэгаки
- мошенник Оока — Масахиро Сато
- мошенник Тохияма — Кадзухидэ Мотоока
- массажист Оити — Норикацу Кобаяси
- Юки Кимура — Нагинэ Хосикава
- Плохой ронин — Ясуто Хида
- Сакити — Хидэяки Ёсиока
- Усимацу — Рюдзи Такасаки

и т. д.

## Награды
- Гран-при за дебют молодого режиссёра, Хироюки Накано, 13 кинофестиваль Такасаки[2].
- Премия за лучший актерский дебют, Томоясу Хотэй за роль Рюнносукэ Кадзамацури, 13 кинофестиваль Такасаки.
- Приз за лучшую женскую роль второго плана, Тамаки Огава за роль Кохару Мидзогути, 13 кинофестиваль Такасаки.